# Pasaje al Burgo
Pasaxe ao Burgo es una pequeña villa de la parroquia de Elviña, en el concejo de La Coruña, situado a orillas de la ría de O Burgo. Puebla 136 habitantes.

## Arquitectura
Hay algunas casas algo antiguas cerca del puente del Pasaxe. 
El puente del Pasaxe pasa sobre la ría de O Burgo, frente el núcleo de población.

## Naturaleza
Esta a orillas del ría de O Burgo.

## Economía y servicios
Su economía se dedica especialmente a la hostelería. Al S del pueblo, donde se encuentra un rotonda cerca de Santa Gema, hay una escuela privada.
- Datos: Q20547785